# Euryestola freyi
Euryestola freyi là một loài bọ cánh cứng trong họ Cerambycidae.